# Пайктон
Пайктон (англ. Piketon) — деревня в округе Пайк, штате Огайо, США, расположенная вдоль реки Сайото. В деревне находится производство по обогащению урана. Согласно переписи 2000 года, население составляло 1907 человек.
Изначально деревня называлась Джефферсон и являлась окружным центром округа Пайк с 1815 по 1845 годы, однако затем по инициативе состоятельного предпринимателя Джеймса Эммитта центр был перенесен в Уэйверли, ближе к каналу Огайо и Эри.
В Пайктоне проживал Роберт Лукас, губернатор штата Огайо и территориальный губернатор Айовы. Приблизительно в 1824 году Лукас построил большой кирпичный дом в трех километрах к востоку от Пайктона, названный Friendly grove (Френдли Гроув — Дружелюбная роща), который стал центром местной политической жизни.

## География
Координаты Пайктона: 39°04′04″ с. ш. 83°00′33″ з. д. (39.067801, −83.009207)
Согласно данным Бюро переписи населения США, деревня занимает 5,3 км² из которых 5,2 км² занято сушей и 0,1 км² водой (1,96 %).

## Демография
Согласно переписи населения 2000 года, в деревне было 1907 человек, 693 хозяйства и 469 семей. Плотность населения составляла 368 человек на квадратный километр.
Расовый состав: 96,22 % белых, 1,10 % афроамериканцев, 0,16 % коренных американцев, 0,26 % азиатов, 0,05 % американцев с тихоокеанских островов, и 2,20 % смешанной расы. Латиноамериканцы составили 0,26 % населения.
Из 693 хозяйств в 34,1 % из них проживали дети в возрасте до 18 лет, в 43,1 % проживали женатые пары, в 21,1 % хозяевами были женщины без мужей и 32,2 % были заняты не семьями. Среднее число людей в хозяйствах составило 2,41, а средний размер семьи — 2,93.
24,5 % жителей были моложе 18 лет, 9,9 % от 18 до 24, 25,6 % от 25 до 44, 18,6 % от 45 до 64, и 21,4 % были в возрасте 65 лет и старше. Средний возраст составил 39 лет. На 100 женщин приходилось 76,8 мужчин.
Средний доход хозяйства был равен 21 290$, а средний доход семьи 23 846$. Средний доход у мужчин составил 31 618$ против 21 602$ у женщин. Доход на душу населения составлял 11 599$. Около 28,5 % семей и 30,3 % хозяйств находились за чертой бедности, включая 41,5 % в возрасте до 18 лет и 24,1 % в возрасте 65 лет и старше.